# Boombayah
"Boombayah" (hangul: 붐바야; rr: Bumbaya) é uma canção gravada pelo grupo feminino sul-coreano Blackpink. Foi lançada junto com "Whistle" no single álbum de estreia do grupo intitulado Square One, em 8 de agosto de 2016 pela YG Entertainment. "Boombayah" alcançou a 7ª posição na Coreia do Sul e liderou a parada World Digital Song Sales da Billboard na primeira semana de vendas. Em 13 de outubro de 2020, "Boombayah" se tornou o primeiro videoclipe de estreia de K-pop a ultrapassar 1 bilhão de visualizações no YouTube.

## Lançamento
"Boombayah" foi lançado em 8 de agosto de 2016 às 20h (KST) como um single álbum digital intitulado Square One, juntamente com "Whistle", através de vários portais de música digital na Coreia do Sul.

## Recepção crítica
A canção recebeu críticas geralmente positivas de críticos musicais. Jeff Benjamin da Billboard K-Town disse que Blackpink "abraça a sensibilidade do hip-hop e dos sons prontos para o clube com os quais os mais velhos têm um público internacional", referindo-se a seus colegas de gravadora Psy, Big Bang e 2NE1, com a música "crescendo" e "batidas exóticas".

## Videoclipe
O videoclipe de "Boombayah" foi dirigido por Seo Hyun-seung, que já havia dirigido os videoclipes de "I Am the Best" de 2NE1 e "Fantastic Baby" de Big Bang. O vídeo foi lançado no canal oficial do Blackpink no YouTube em 8 de agosto de 2016. Em outubro de 2020, o vídeo ultrapassou 1 bilhão de visualizações.

## Promoção
Blackpink promoveu "Boombayah" em sua estreia no Inkigayo da SBS em 14 de agosto de 2016. Elas subsequentemente promoveram a música nas próximas duas semanas no Inkigayo, e também apresentaram "Boombayah" no Seoul Music Awards em 19 de janeiro de 2017.

## Uso na mídia
A canção foi apresentada na série de televisão da Netflix Wu Assassins durante uma cena de luta em "Drunken Watermelon", o primeiro episódio da primeira temporada.

## Créditos e pessoal
Créditos adaptados de Melon.
- Blackpink –  vocais primários
- Teddy Park –  compositor, letrista, arranjador
- Bekuh Boom –  compositora, letrista

## Desempenho comercial
"Boombayah" entrou na posição de número 7 com 88.215 downloads vendidos e 1.866.737 transmissões na Coreia do Sul. Nos Estados Unidos, "Boombayah" liderou a parada Billboard World Digital Songs na semana de 27 de agosto de 2016.

## Desempenho nas tabelas musicais

### Tabelas semanais
| Tabela musical (2016-17)                       | Melhor posição |
| ---------------------------------------------- | -------------- |
| Coreia do Sul (Gaon Digital Chart)             | 7              |
| Estados Unidos (Billboard World Digital Songs) | 1              |
| Finlândia (Suomen virallinen lista)            | 21             |
| França (SNEP)                                  | 196            |
| Japão (Japan Hot 100)                          | 15             |

### Tabelas mensais
| Tabela musical (2016) | Posição |
| --------------------- | ------- |
| Coreia do Sul (Gaon)  | 11      |

## Histórico de lançamento
| Região | Data                | Formatos                   | Gravadora        | Ref.   |
| ------ | ------------------- | -------------------------- | ---------------- | ------ |
| Várias | 8 de agosto de 2016 | Download digital streaming | YG Entertainment | [ 16 ] |